# Villavieja del Lozoya
Villavieja del Lozoya er en by og kommune i det centrale Spanien i Madrid-regionen. Den har et indbyggertal på 324 (2024) indbyggere.